# Viddalskollen
Viddalskollen är en kulle i Antarktis. Den ligger i Östantarktis. Norge gör anspråk på området. Toppen på Viddalskollen är 1 437 meter över havet, eller 255 meter över den omgivande terrängen. Bredden vid basen är 17,3 km.
Terrängen runt Viddalskollen är huvudsakligen lite kuperad. Trakten är obefolkad. Det finns inga samhällen i närheten.